# Погонич сіроногий
Погонич сіроногий (Rallina eurizonoides) — вид журавлеподібних птахів родини пастушкових (Rallidae). Мешкає в Азії.

## Опис

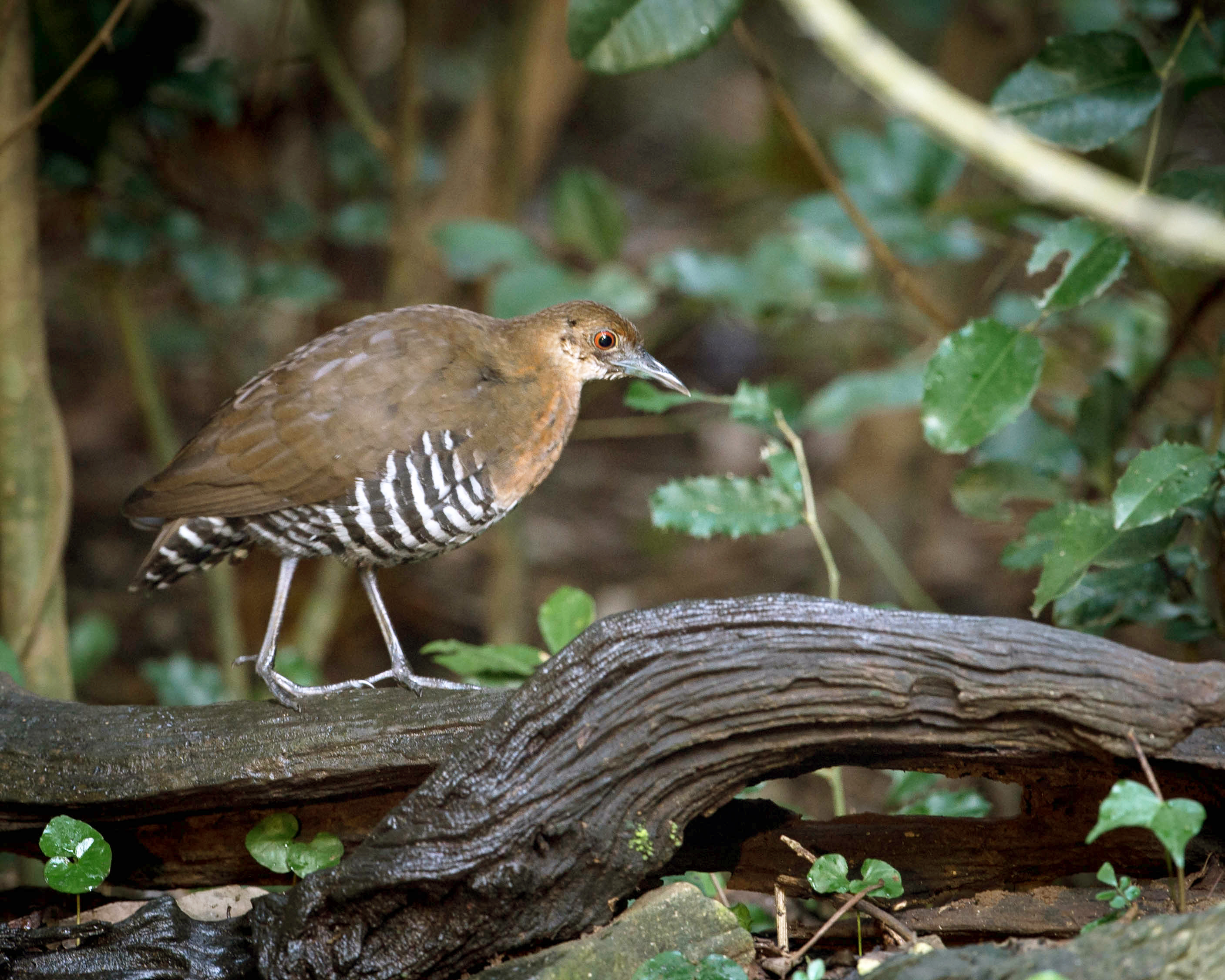
Сіроногий погонич

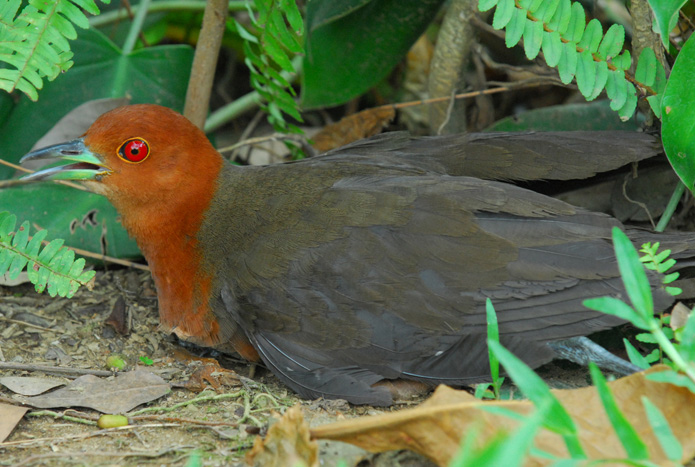
Сіроногий погонич

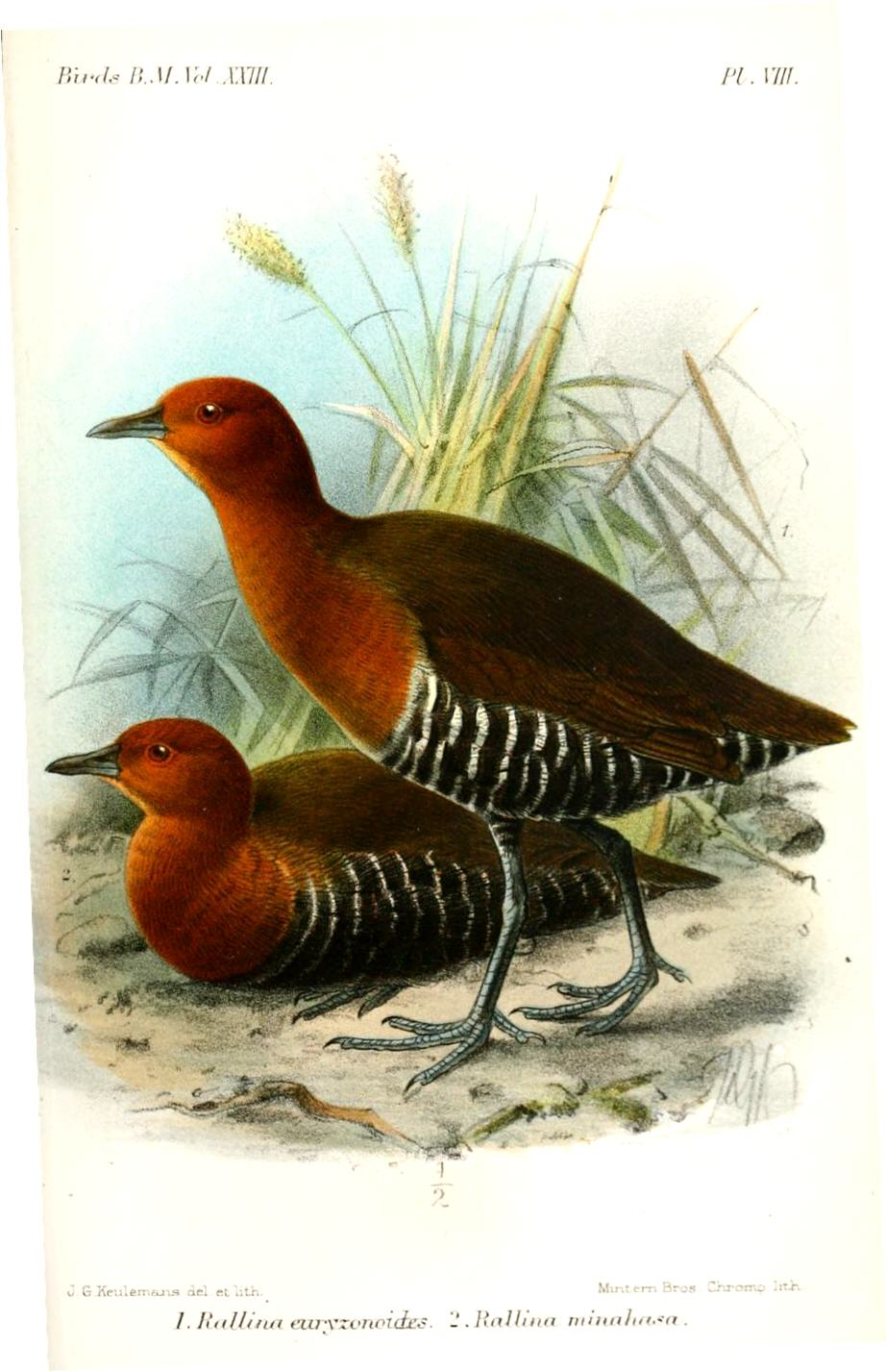
Сіроногі погоничі

Довжина птаха становить 21-28 см, розмах крил 47,5 г. Голова і груди каштанові, спина коричнева, боки, живіт і гузка смугасті, чорно-білі. Горло біле, на крилах білі смуги, дзьоб жовтуватий, лапи зеленувато-сірі або чорнуваті. Виду не притаманний статевий диморфізм. Молоді птахи мають переважно темно-коричневе забарвлення, горло у них біле, живіт чорно-білий.

## Підвиди
Виділяють сім підвидів:
- R. e. amauroptera (Jerdon, 1864) — Гімалаї;
- R. e. telmatophila Hume, 1878 — М'янма, Таїланд, південно-східний Китай (зокрема, острів Хайнань), Індокитай;
- R. e. sepiaria (Stejneger, 1887) — острови Рюкю (південня Японія);
- R. e. alvarezi Kennedy, RS & Ross, CA, 1987 — острів Батан[en] (крайня північ Філіппін);
- R. e. formosana Seebohm, 1894 — острови Тайвань і Ланьюй;
- R. e. eurizonoides (Lafresnaye, 1845) — Філіппінський архіпелаг (за винятком Батану, Палавану і сусідніх островів) і Палау (західні Каролінські острови);
- R. e. minahasa Wallace, 1863 — острови Сулавесі, Банґґаї[en] і Сула[en].

## Поширення і екологія
Сіроногі погоничі мешкають в Пакистані, Індії, Непалі, Бутані, Китаї, М'янмі, Таїланді, Лаосі, В'єтнамі, Камбоджі, Японії, Індонезії, на Філіппінах, Тайвані і Палау. Взимку частина північних популяцій мігрує до південної Індії, на Шрі-Ланку, Малайський півострів, Суматру, західну Яву і сусідні острови. Сіроногі погоничі живуть на болотах та в заболочених лісах, на висоті до 1600 м над рівнем моря. Живляться червами, молюсками, комахами, ягодами, пагонами і насінням водяних рослин. Сезон розмноження в Індії триває з червня по вересень, на островах Рюкю з квітня по липень, на Сулавесі у квітні. Гніздяться в сухому місці, на землі або серед чагарників. В кладці від 4 до 8 яєць. Інкубаційний період триває 20 днів.